# Campeonato Europeo de Judo de 2009
El LVII Campeonato Europeo de Judo se celebró en Tiflis (Georgia) entre el 24 y el 26 de abril de 2009 bajo la organización de la Unión Europea de Judo (EJU) y la Federación de Judo de Georgia. 
Las competiciones se realizaron en el Palacio de los Deportes de la capital georgiana.

## Medallistas

### Masculino
| Evento          | Oro                             | Plata                         | Bronce                                                 |
| --------------- | ------------------------------- | ----------------------------- | ------------------------------------------------------ |
| –60 kg (24.04)  | Arsen Galstian · Rusia          | Heorhi Zantaraya · Ucrania    | Ludwig Paischer · Austria · Nestor Jerguiani · Georgia |
| –66 kg (24.04)  | Miklós Ungvári · Hungría        | Tomasz Kowalski · Polonia     | Deniss Kozlovs · Letonia · Alim Gadanov · Rusia        |
| –73 kg (25.04)  | Volodymyr Soroka · Ucrania      | Dex Elmont · Países Bajos     | Gilles Bonhomme Francia Marcel Trudov Moldavia         |
| –81 kg (25.04)  | Ivan Nifontov · Rusia           | Antonio Ciano · Italia        | Aljaž Sedej Eslovenia Levan Tsiklauri Georgia          |
| –90 kg (26.04)  | Andrei Kazusionak · Bielorrusia | Varlam Liparteliani Georgia   | Karolis Bauža · Lituania · Elxan Məmmədov · Azerbaiyán |
| –100 kg (26.04) | Taguir Jaibulayev · Rusia       | Henk Grol · Países Bajos      | Jevgeņijs Borodavko · Letonia · Daniel Brata · Rumania |
| +100 kg (26.04) | Martin Padar Estonia            | Grim Vuijsters · Países Bajos | Alexandr Mijailin · Rusia · Ihar Makarau · Bielorrusia |

### Femenino
| Evento         | Oro                         | Plata                            | Bronce                                                         |
| -------------- | --------------------------- | -------------------------------- | -------------------------------------------------------------- |
| –48 kg (24.04) | Frédérique Jossinet Francia | Éva Csernoviczki · Hungría       | Michaela Baschin · Alemania · Alina Dumitru · Rumania          |
| –52 kg (24.04) | Natalia Kuziutina · Rusia   | Ana Carrascosa Zaragoza · España | Ilse Heylen · Bélgica · Kitty Bravik · Países Bajos            |
| –57 kg (24.04) | Telma Monteiro Portugal     | Sarah Clark Reino Unido          | Morgane Ribout · Francia · Hedvig Karakas · Hungría            |
| –63 kg (25.04) | Urška Žolnir Eslovenia      | Vera Koval · Rusia               | Marijana Mišković · Croacia · Alice Schlesinger · Israel       |
| –70 kg (25.04) | Lucie Décosse Francia       | Kerstin Thiele · Alemania        | Edith Bosch · Países Bajos · Cathérine Jacques · Bélgica       |
| –78 kg (26.04) | Esther San Miguel · España  | Maryna Pryshchepa · Ucrania      | Heide Wollert · Alemania · Sviatlana Tsimashenka · Bielorrusia |
| +78 kg (26.04) | Yelena Ivashchenko · Rusia  | Urszula Sadkowska · Polonia      | Franziska Konitz · Alemania · Gülşah Kocatürk · Turquía        |

## Medallero
| Núm. | País         | Oro | Plata | Bronce | Total |
| ---- | ------------ | --- | ----- | ------ | ----- |
| 1    | Rusia        | 5   | 1     | 2      | 8     |
| 2    | Francia      | 2   | 0     | 2      | 4     |
| 3    | Ucrania      | 1   | 2     | 0      | 3     |
| 4    | Hungría      | 1   | 1     | 1      | 3     |
| 5    | España       | 1   | 1     | 0      | 2     |
| 6    | Bielorrusia  | 1   | 0     | 2      | 3     |
| 7    | Eslovenia    | 1   | 0     | 1      | 2     |
| 8    | Estonia      | 1   | 0     | 0      | 1     |
| 8    | Portugal     | 1   | 0     | 0      | 1     |
| 10   | Países Bajos | 0   | 3     | 2      | 5     |
| 11   | Polonia      | 0   | 2     | 0      | 2     |
| 12   | Alemania     | 0   | 1     | 3      | 4     |
| 13   | Georgia      | 0   | 1     | 2      | 3     |
| 14   | Italia       | 0   | 1     | 0      | 1     |
| 14   | Reino Unido  | 0   | 1     | 0      | 1     |
| 16   | Bélgica      | 0   | 0     | 2      | 2     |
| 16   | Letonia      | 0   | 0     | 2      | 2     |
| 16   | Rumania      | 0   | 0     | 2      | 2     |
| 19   | Austria      | 0   | 0     | 1      | 1     |
| 19   | Azerbaiyán   | 0   | 0     | 1      | 1     |
| 19   | Croacia      | 0   | 0     | 1      | 1     |
| 19   | Israel       | 0   | 0     | 1      | 1     |
| 19   | Lituania     | 0   | 0     | 1      | 1     |
| 19   | Moldavia     | 0   | 0     | 1      | 1     |
| 19   | Turquía      | 0   | 0     | 1      | 1     |
|      | TOTAL        | 14  | 14    | 28     | 56    |